# Mélitée du bouillon-blanc
Melitaea trivia
Espèce
Le Mélitée du bouillon-blanc (Melitaea trivia) est une espèce de lépidoptères (papillons) appartenant à la famille des Nymphalidae et à la sous-famille des Nymphalinae.

## Systématique
Melitaea trivia a été décrite par les entomologistes Michael Denis et Ignaz Schiffermüller en 1775, sous le nom initial de Papilio trivia.

### Synonymes
- Papilio trivia [Denis & Schiffermüller], 1775 – protonyme
- Didymaeformia trivia ([Denis & Schiffermüller], 1775)
- Papilio iphigenia Esper, 1782[1]

### Sous-espèces

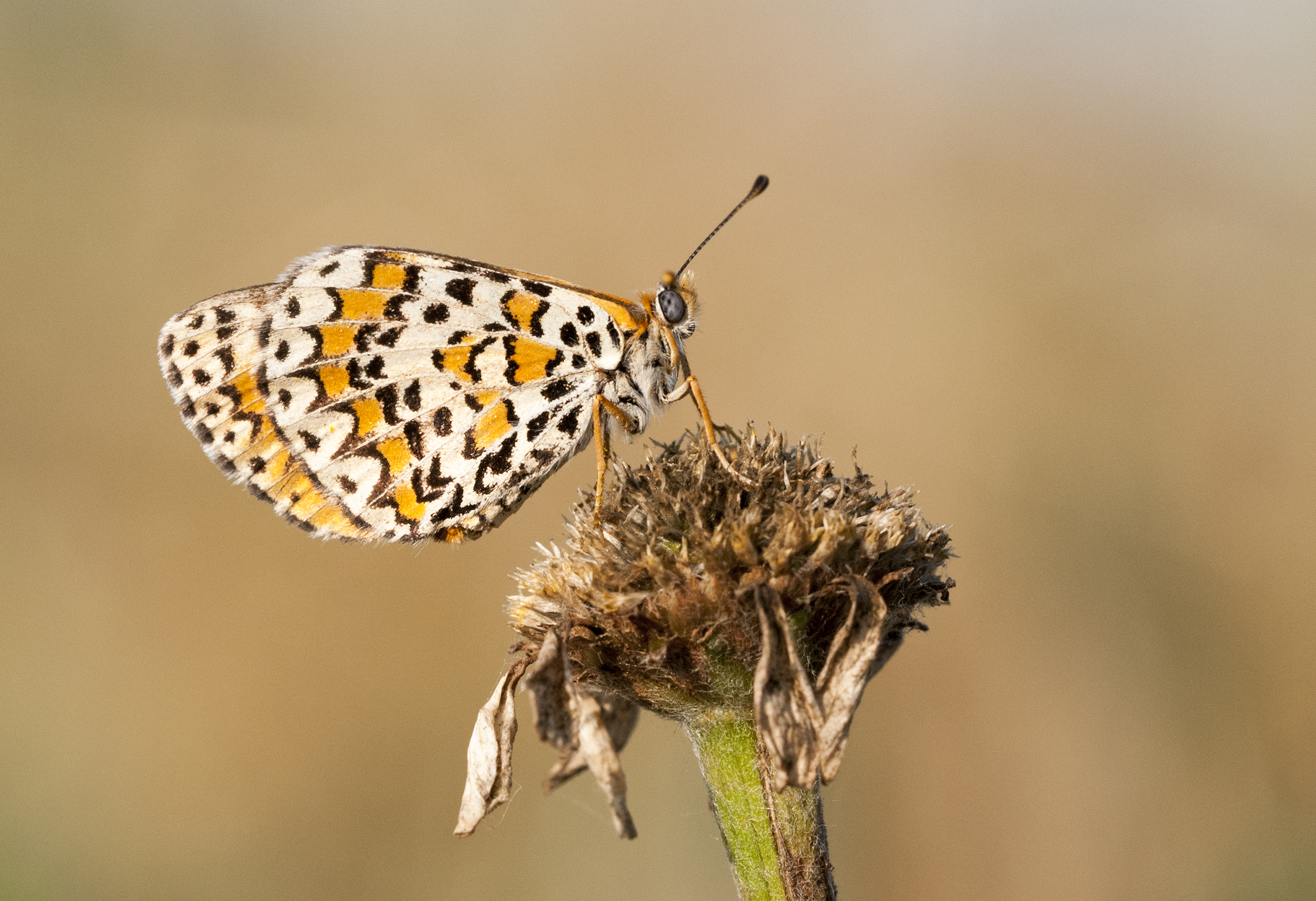
Melitaea trivia fascelis.

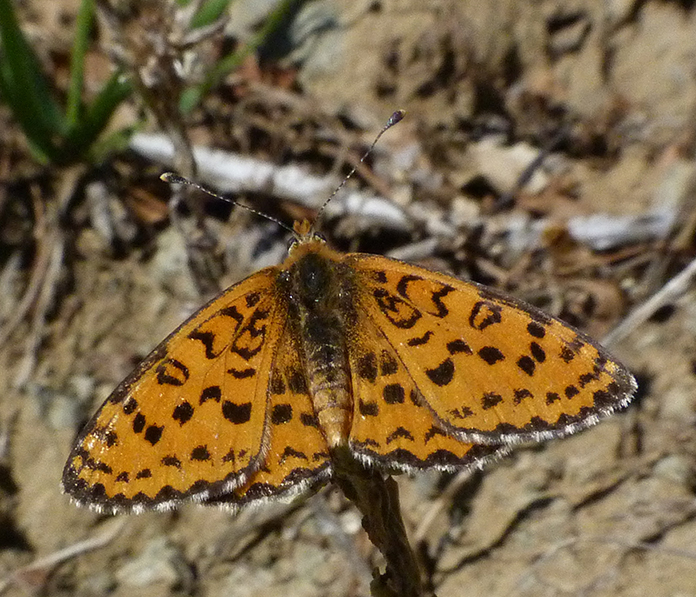
Imago de Mélitée du bouillon-blanc.

- Melitaea trivia catapelia Staudinger, 1886
- Melitaea trivia caucasi Verity, 1922
- Melitaea trivia chorosana Shchetkin, 1984
- Melitaea trivia fascelis (Esper, 1783) – dans le sud de l'Europe
- Melitaea trivia ignasiti Sagarra, 1926 – dans la péninsule Ibérique. Ce taxon tend depuis peu à être considéré comme une espèce distincte : Melitaea ignasiti.
- Melitaea trivia nana Staudinger, 1871
- Melitaea trivia nativa Tuzov, 2000
- Melitaea trivia petri Shchetkin, 1984
- Melitaea trivia singularia Korshunov, 1995
- Melitaea trivia uvarovi Gorbunov, 1995[1]

## Noms vernaculaires
- en français : la Mélitée du bouillon-blanc
- en anglais : Lesser Spotted Fritillary ou Desert Fritillary
- en allemand : Braunlicher Scheckenfalter[1]

## Description
L'imago de Melitaea trivia est un petit papillon au dessus orange ou fauve orangé, bordé de noir avec une rangée de chevrons orange submarginaux, et orné de plusieurs séries de taches noires.
Le revers des ailes antérieures est orange avec quelques marques sombres et quelques damiers blancs à l'apex, tandis que celui des ailes postérieures a un fond blanc-crème avec deux bandes transversales orange et plusieurs rangées de points et tirets noirs.

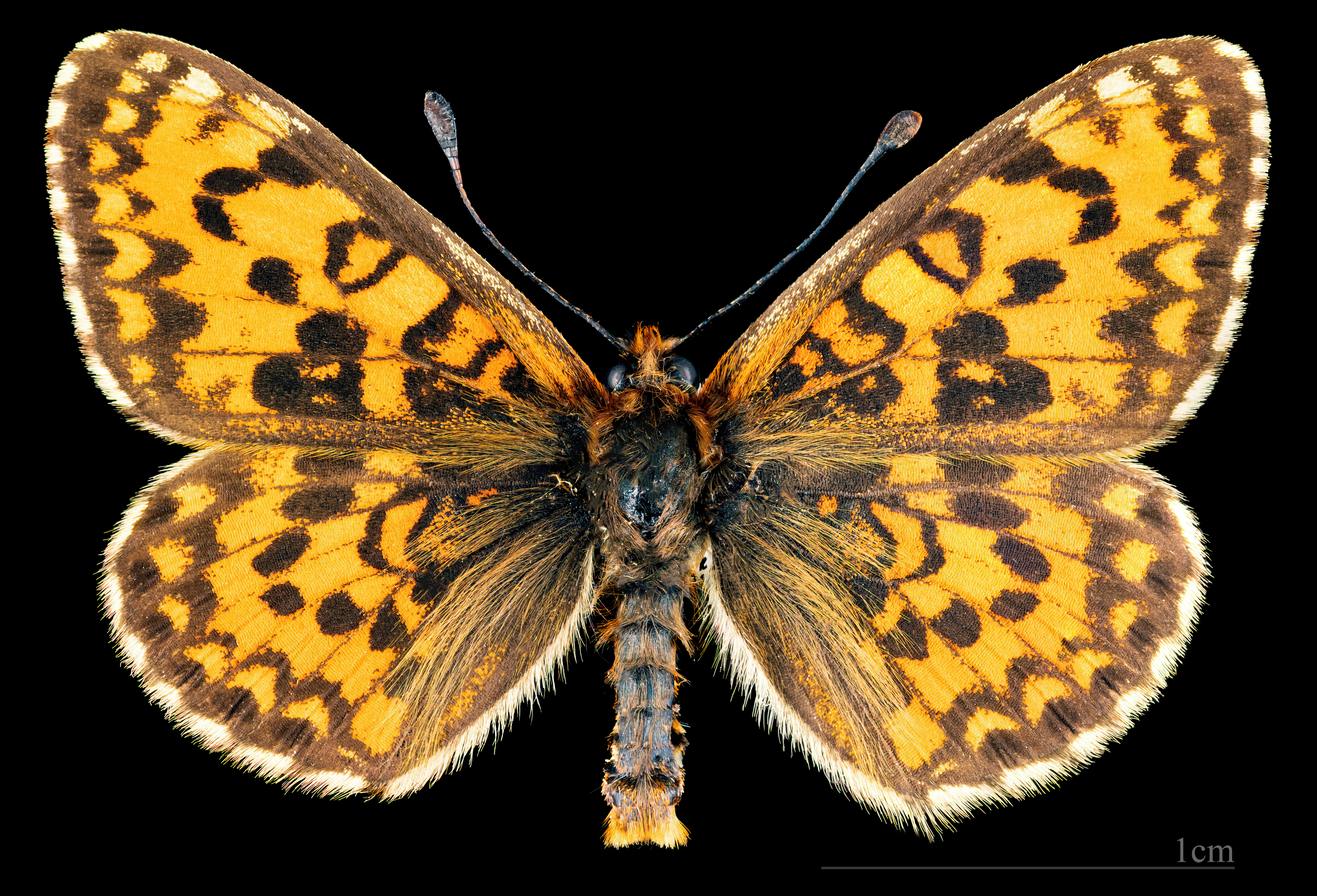
Male avers MHNT
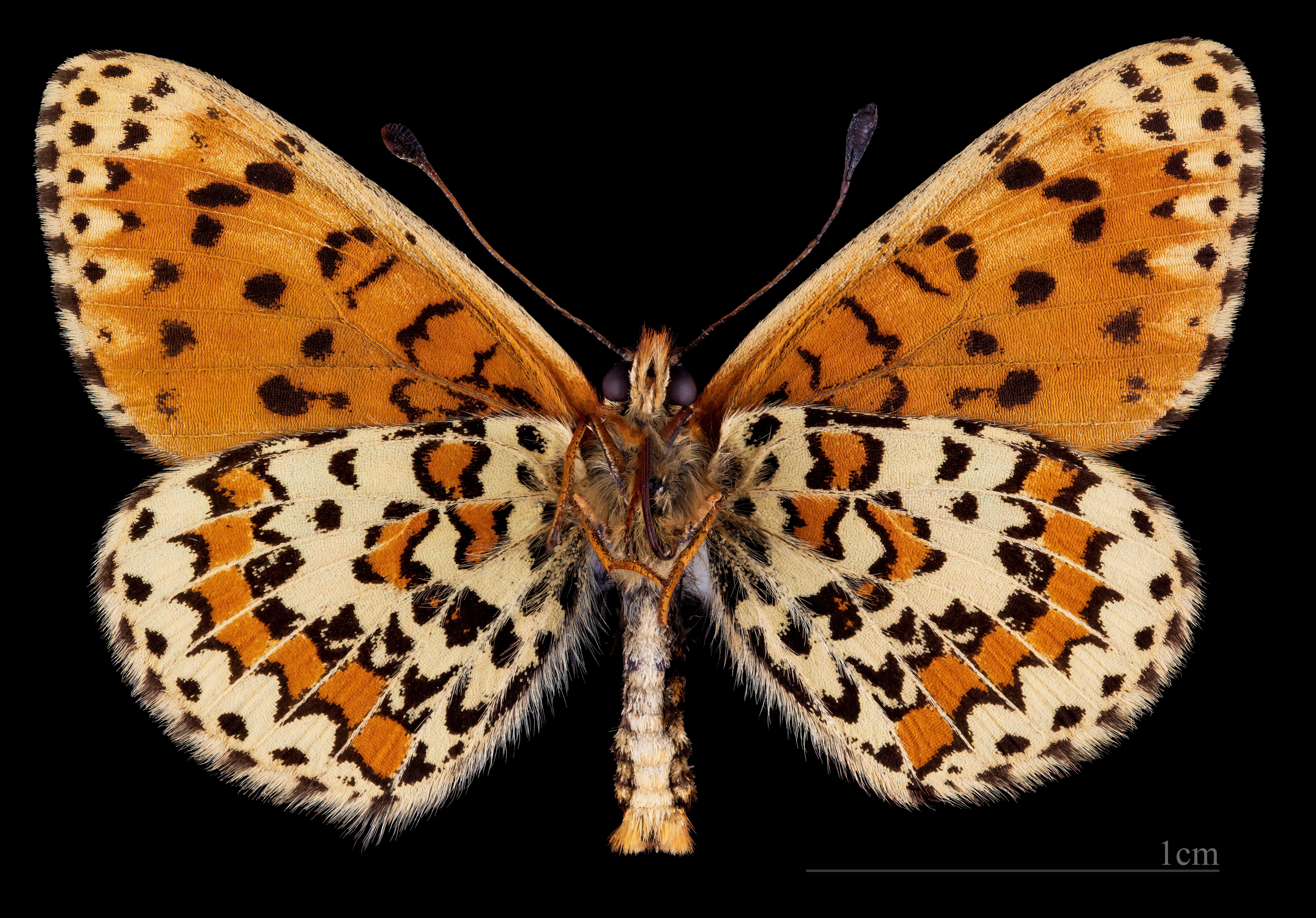
Male revers MHNT
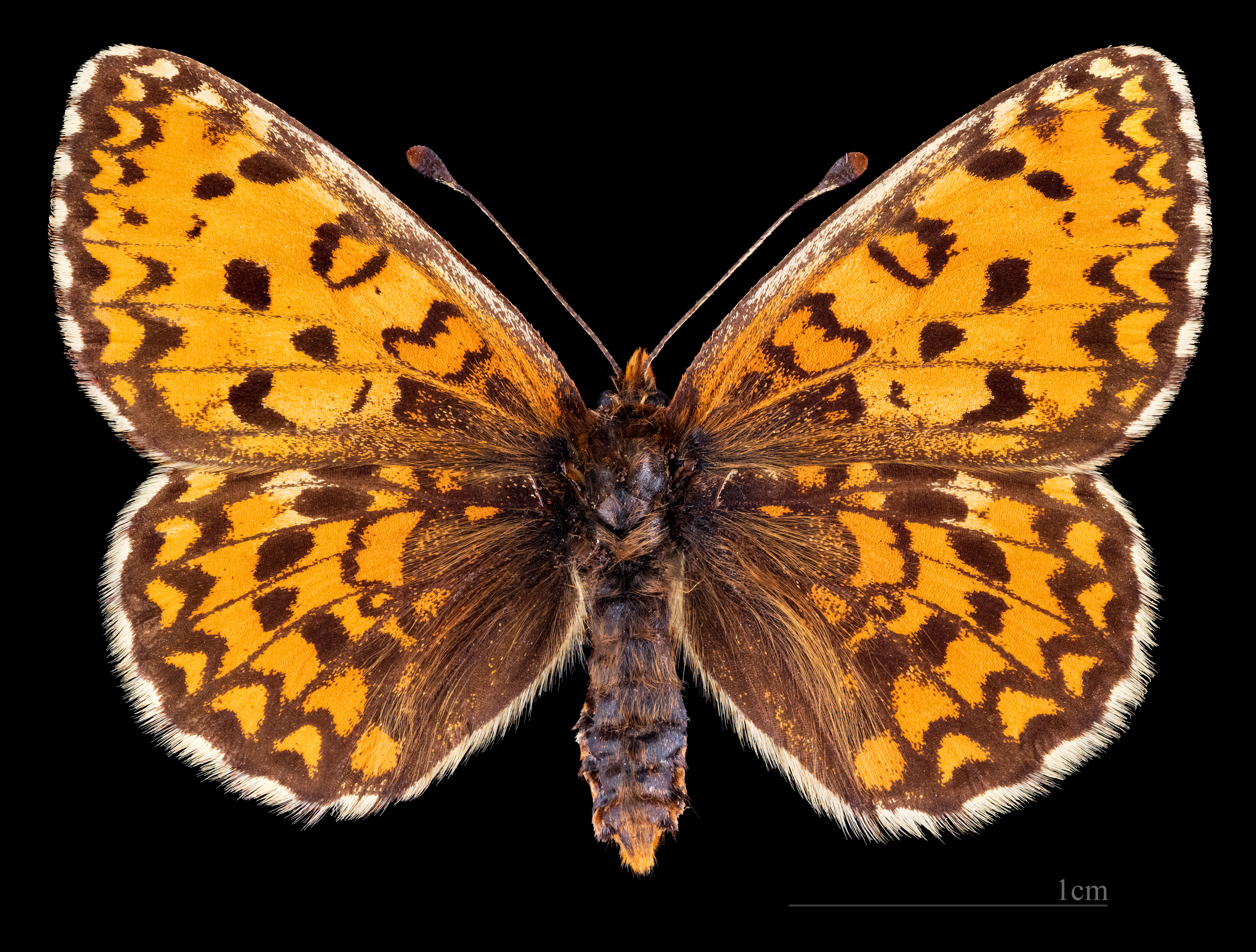
Femelle avers MHNT
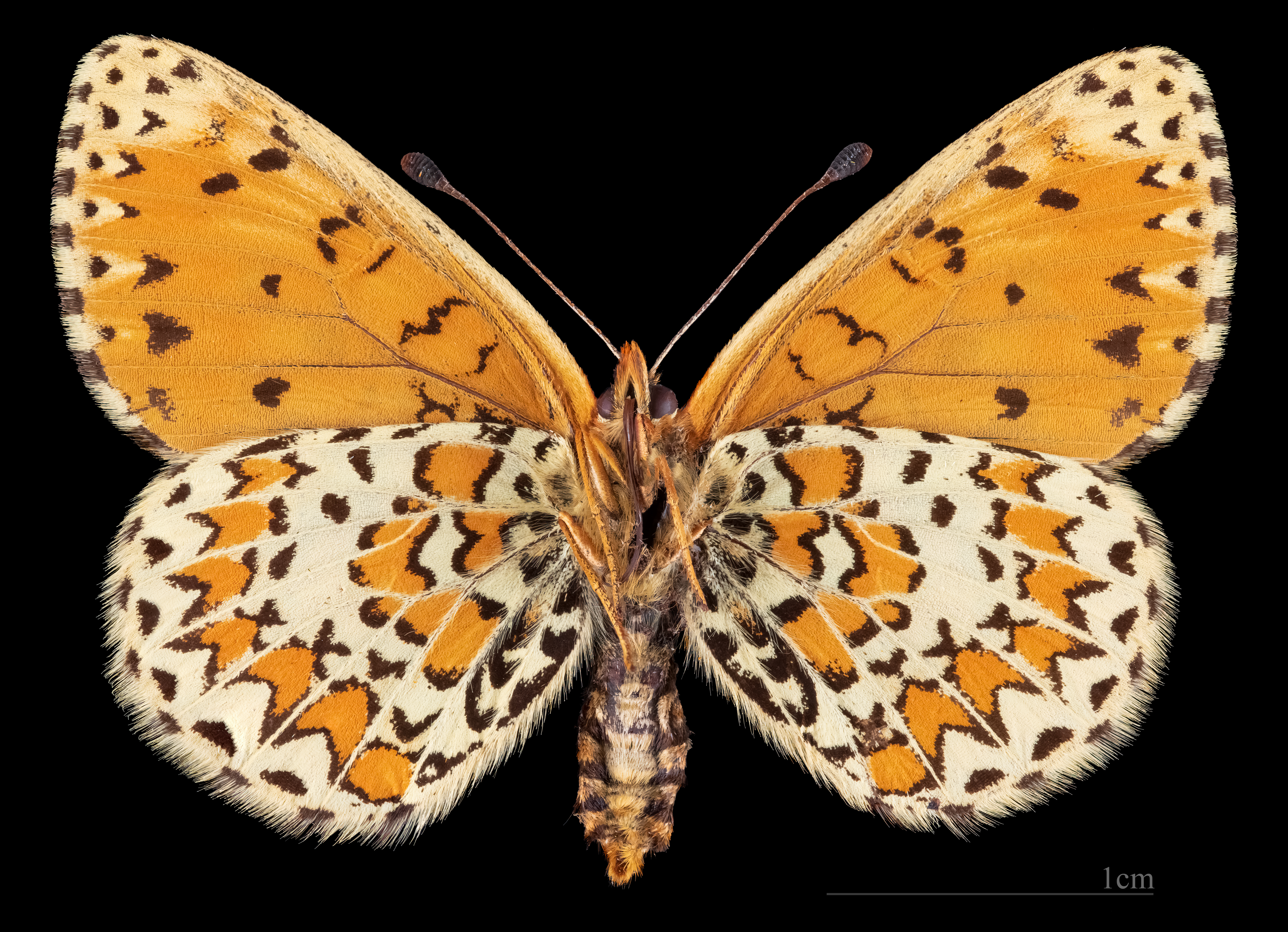
Femelle revers MHNT

### Espèces ressemblantes
Le taxon voisin Melitaea ignasiti ne diffère de Melitaea trivia s.str. que par la structure de ses pièces génitales et par sa distribution géographique. Ces deux espèces ressemblent également beaucoup à Melitaea didyma, avec laquelle elles peuvent cohabiter. Elles en diffèrent par quelques caractères externes subtils, les plus souvent cités étant, au revers de l'aile postérieure, les points submarginaux noirs de forme plus triangulaire et la présence d'une petite nervure discocellulaire.

## Biologie

### Période de vol et hivernation
Il hiverne à l'état de jeune chenille dans une toile de soie.
Il vole en une deux générations en avril mai puis juin à août.

### Plantes hôtes
Les plantes hôtes de sa chenille sont des Verbascum : Verbascum delphicum, Verbascum densiflorum, Verbascum longiflorum, Verbascum speciosum et surtout Verbascum thapsus,.

## Écologie et distribution
L'espèce est présente dans le Sud de l'Europe, au Moyen-Orient (Turquie, Iran), le sud de la Russie, le Kazakhstan et l'ouest de l’Asie (nord du Pakistan et de l'Inde),.
En Europe, elle est présente dans la péninsule Ibérique, en Italie et en Slovénie, Slovaquie, Roumanie, Grèce. Les populations de la péninsule Ibérique et du Nord-Est de l'Italie sont parfois considérées comme une espèce distincte, sous le nom de Melitaea ignasiti.

### Biotope
La Mélitée du bouillon blanc réside dans les lieux herbus fleuris, lisières, rives de cours d'eau, bords de chemins.

### Protection
Pas de statut de protection particulier.